# قتل خطأ
القتل الخطأ هو مصطلح قانوني يختلف عن القتل العمد؛ لأنه لا يُصَاحَب برغبة أكيدة أو حقد ويطلق عليه القتل غير المتعمد.
ويقسم القانون في العديد من الدول القتل الخطأ إلى قسمين: إرادي، وغير إرادي. فالإرادي يتم القتل فيه في ذروة حرارة الحدث دون أي خطة مسبقة، أي ردًا على الاستفزاز، وهو كاف لإثارة الشخص لارتكاب الفعل، حيث لا يمكن للإنسان العادي السكوت على الاستفزازات، فالرجل الذي يقتل رجلًا آخر في أثناء مشاجرة عنيفة دون أي تخطيط مسبق يُدان بالقتل الإرادي.
وهناك بعض الأنظمة القانونية تحدد نوعًا آخر من القتل الخطأ الإرادي، حيث تقرر أن الإنسان يعاني مسؤولية متضائلة تؤدي إلى إعاقة ذهنية شديدة يترتب عليها تعطيل الدماغ.
أما القتل الخطأ غير الإرادي أو الناجم عن الإهمال فإنه يحدث نتيجة للإهمال أو انشغال القاتل بفعل خاطئ، فإذا قتل سائق مهمل شخصًا ما فإنه يُدان بتهمة القتل الخطأ غير الإرادي.

## في الإسلام
عقوبة القتل الخطأ في التشريع الإسلامي هي الدية لأهل المقتول مع كفارة عتق رقبة فإن لم يجد فصيام شهرين متتابعين، ولكن في القانون الوضعي تختلف العقوبة من دولة إلى أخرى، والسجن هو العقوبة المتبعة عمومًا في مثل هذا النوع من القتل.